# Dorfkirche Brünn

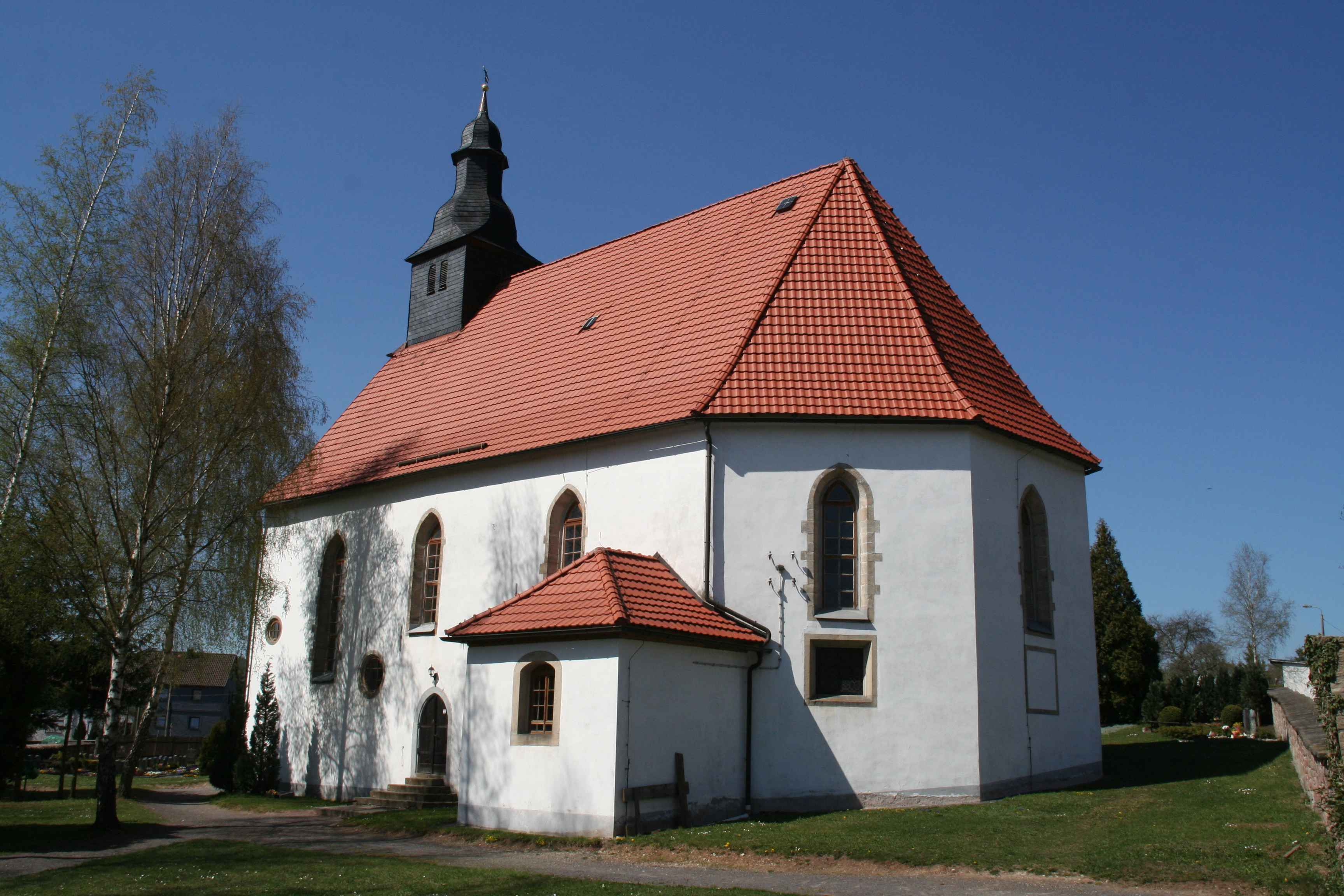
Die Dorfkirche

Die evangelisch-lutherische Dorfkirche Brünn steht auf einer Anhöhe am Ortsrand der Gemeinde Brünn im Landkreis Hildburghausen in Thüringen.
Sie wurde in den Jahren von 1670 bis 1672 an der Stelle einer Kapelle errichtet und im Oktober 1672 eingeweiht.
Der Grundriss ist ein langgezogenes geostetes Rechteck. Der an den Ecken abgeschrägte Chorraum ist mit einem gewalmten Satteldach versehen, das von einem Dachreiter mit verschiefertem Helm und Turmknopf sowie Wetterfahne gekrönt wird.
Die Orgel ist mit einem besonderen Glockenspiel ausgestattet, das jährlich zu Weihnachten zu hören ist.
Mittelpunkt der Kirche ist das 1731 erstmals erwähnte lebensgroße Kruzifix über dem Altar.
Während der in jüngster Zeit durchgeführten größeren Renovierung wurden im Innenraum Gemälde und Verzierungen an der Kanzel freigelegt, die im Jahr 1731 von dem Hildburghäuser Schnitzer und Malers Johann Stamm geschaffen wurden.
1903 schaffte sich die Kirchengemeinde den Kronleuchter an.